# HMS Thunderer (1911)
O HMS Thunderer foi um couraçado operado pela Marinha Real Britânica e a quarta e última embarcação da Classe Orion, depois do HMS Orion, HMS Monarch e HMS Conqueror. Sua construção começou em abril de 1910 na Thames Ironworks e foi lançado ao mar em fevereiro de 1911, sendo comissionado em junho do ano seguinte. Era armado com uma bateria principal de dez canhões de 343 milímetros montados em cinco torres de artilharia duplas, tinha um deslocamento de 26 mil toneladas e conseguia alcançar uma velocidade máxima de 21 nós.
O Thunderer teve um início de carreira tranquilo e passou seus primeiros anos na Frota Doméstica. Com o início da Primeira Guerra Mundial em 1914 integrou a Grande Frota, porém pouco fez durante todo o conflito e passou a maior parte do tempo realizando patrulhas de rotina e treinamentos no Mar do Norte. Sua única ação ocorreu na virada de maio para junho de 1916 na Batalha da Jutlândia. Foi tirado do serviço depois do fim da guerra e colocado na reserva em 1919, sendo usado como navio-escola até ser descomissionado em 1926 e desmontado no ano seguinte.